# Saison 1949-1950 de la LNH
Saison précédente Saison suivante
La saison 1949-1950 est la 33e saison de la Ligue nationale de hockey. Six équipes ont joué chacune 70 matchs.
C'est la dernière saison où le Trophée O'Brien est remis. C'est également la seconde et dernière fois qu'il est retiré depuis le début de la ligue. À l'origine, ce trophée récompensait le vainqueur du championnat de l'Association Nationale de Hockey puis celui de la LNH. Au cours de la saison 1923-1924, le trophée est remplacé par le Trophée Prince de Galles puis est redonné à la fin de 1939 où il récompense la franchise perdante de la finale de la Coupe Stanley.

## Saison régulière
Le 2 novembre 1949 alors que les Canadiens de Montréal sont menés 4-1 par les Black Hawks de Chicago, des spectateurs prennent à partie Ken Reardon, défenseur de Montréal, et des coups sont échangés quand un des spectateurs attrape le joueur par le maillot. Léo Gravelle et Billy Reay aident leur coéquipier à repousser les spectateurs enragés mais sont arrêtés à la fin de la partie par la police. Cependant ils sont relaxés, l'enquête ayant prouvé qu'ils n'avaient fait que se défendre.

### Classement final
Les quatre premières équipes sont qualifiées pour les séries éliminatoires.
| Clt   | Équipe                 | PJ | V  | D  | N  | BP  | BC  | Pts |
| ----- | ---------------------- | -- | -- | -- | -- | --- | --- | --- |
| +001, | Red Wings de Détroit   | 70 | 37 | 19 | 14 | 229 | 164 | 88  |
| +002, | Canadiens de Montréal  | 70 | 29 | 22 | 19 | 172 | 150 | 77  |
| +003, | Maple Leafs de Toronto | 70 | 31 | 27 | 12 | 176 | 173 | 74  |
| +004, | Rangers de New York    | 70 | 28 | 31 | 11 | 170 | 189 | 67  |
| +005, | Bruins de Boston       | 70 | 22 | 32 | 16 | 198 | 228 | 60  |
| +006, | Black Hawks de Chicago | 70 | 22 | 38 | 10 | 203 | 244 | 54  |

- Vainqueur du trophée Prince de Galles
- Qualifié pour les séries éliminatoires

### Meilleurs pointeurs
| Joueur          | Équipe   | PJ | B  | A  | Pts | Pun |
| --------------- | -------- | -- | -- | -- | --- | --- |
| Ted Lindsay     | Détroit  | 69 | 23 | 55 | 78  | 141 |
| Sid Abel        | Détroit  | 69 | 34 | 35 | 69  | 46  |
| Gordie Howe     | Détroit  | 70 | 35 | 33 | 68  | 69  |
| Maurice Richard | Montréal | 70 | 43 | 22 | 65  | 114 |
| Paul Ronty      | Boston   | 70 | 23 | 36 | 59  | 8   |

## Séries éliminatoires de la Coupe Stanley

### Tableau récapitulatif
|  | Demi-finales                         | Demi-finales                         |         |   | Finale                             | Finale                             |
|  | Demi-finales                         | Demi-finales                         |         |   | Finale                             | Finale                             |
|  |                                      |                                      |         |   |                                    |                                    |
|  | 28, 30 mars, 1er, 4, 6, 8 et 9 avril | 28, 30 mars, 1er, 4, 6, 8 et 9 avril |         |   | 11, 13, 15, 18, 20, 22 et 23 avril | 11, 13, 15, 18, 20, 22 et 23 avril |
|  | 28, 30 mars, 1er, 4, 6, 8 et 9 avril | 28, 30 mars, 1er, 4, 6, 8 et 9 avril |         |   | 11, 13, 15, 18, 20, 22 et 23 avril | 11, 13, 15, 18, 20, 22 et 23 avril |
|  | Détroit                              | 4                                    |         |   | 11, 13, 15, 18, 20, 22 et 23 avril | 11, 13, 15, 18, 20, 22 et 23 avril |
|  | Détroit                              | 4                                    |         |   | 11, 13, 15, 18, 20, 22 et 23 avril | 11, 13, 15, 18, 20, 22 et 23 avril |
|  | Toronto                              | 3                                    |         |   | 11, 13, 15, 18, 20, 22 et 23 avril | 11, 13, 15, 18, 20, 22 et 23 avril |
|  | Toronto                              | 3                                    | Détroit | 4 |                                    |                                    |
|  | 29 mars, 1er, 2, 4, et 6 avril       |                                      | Détroit | 4 |                                    |                                    |
|  |                                      | New York                             | 3       |   |                                    |                                    |
|  | Montréal                             | New York                             | 3       | 1 |                                    |                                    |
|  | Montréal                             |                                      |         | 1 |                                    |                                    |
|  | New York                             | 4                                    |         |   |                                    |                                    |
|  | New York                             | 4                                    |         |   |                                    |                                    |

### Finale de la Coupe Stanley
Les Red Wings de détroit remportent la Coupe Stanley après 28 minutes 31 secondes de prolongation dans le 7e match de la finale.
| 11 avril | Détroit | 4-1 | New York |  |

| 13 avril | New York | 3-1 | Détroit |  |

| 15 avril | New York | 0-4 | Détroit |  |

| 18 avril | Détroit | 3-4 (pr) | New York |  |

| 20 avril | Détroit | 1-2 (pr) | New York |  |

| 22 avril | Détroit | 5-4 (1-2, 2-1, 2-1) | New York |  |

| Feuille de match | Feuille de match | Feuille de match                    | Feuille de match | Feuille de match |
| ---------------- | --- | ----------------------------------- | --- | ---------------- |
|                  | Lindsay (Stewart) — 19 min 18 s Abel (Lindsay, Carveth) — 25 min 38 s Couture (Babando, gee) — 36 min 7 s Lindsay (Abel) — 44 min 13 s Abel (Carveth, Dewsbury) — 50 min 34 s | 0-1 0-2 1-2 1-3 2-3 3-3 3-4 4-4 5-4 | Stanley (Mickoski, Kaleta) — 3 min 45 s Fisher (Laprade, Leswick) — 7 min 35 s Lund (Egan, Slowinski) — 23 min 18 s Leswick (Laprade, Fisher) — 41 min 54 s |                  |
|                  | |                                     | |                  |
|                  | |                                     | |                  |
|                  | |                                     | |                  |

| 23 avril | Détroit | 4-3 (2 pr) (0-2, 3-1, 0-0, 0-0, 1-0) | New York | 13 095 spectateurs |

| Feuille de match | Feuille de match | Feuille de match            | Feuille de match                                                                                            | Feuille de match                                     |
| ---------------- | --- | --------------------------- | --- | ---------------------------------------------------- |
|                  | Babando (Kelly, Couture) — 25 min 9 s Abel (Dewsbury) — 25 min 30 s McFadden (Peters) — 35 min 57 s Babando (Gee) — 88 min 31 s | 0-1 0-2 1-2 2-2 2-3 3-3 4-3 | Stanley (Leswick) — 11 min 14 s Leswick (Laprade, O'Connor) — 12 min 18 s O'Connor (Mickoski) — 31 min 42 s | Arbitrage : Bill Chadwick Hugh McLean, Georges Hayes |
| Lumley           | Gardiens | Rayner                      | | Arbitrage : Bill Chadwick Hugh McLean, Georges Hayes |
|                  | |                             | | Arbitrage : Bill Chadwick Hugh McLean, Georges Hayes |
|                  | |                             | | Arbitrage : Bill Chadwick Hugh McLean, Georges Hayes |

## Honneurs remis aux joueurs et équipes

### Trophées
| Trophée           | Joueur        | Équipe                |
| ----------------- | ------------- | --------------------- |
| Trophée Calder    | Jack Gelineau | Bruins de Boston      |
| Trophée Art-Ross  | Ted Lindsay   | Red Wings de Détroit  |
| Trophée Hart      | Chuck Rayner  | Rangers de New York   |
| Trophée Lady Byng | Edgar Laprade | Rangers de New York   |
| Trophée Vézina    | Bill Durnan   | Canadiens de Montréal |

| Trophée                  | Équipe               |
| ------------------------ | -------------------- |
| Trophée Prince de Galles | Red Wings de Détroit |
| Trophée O'Brien          | Rangers de New York  |
| Coupe Stanley            | Red Wings de Détroit |

### Équipes d'étoiles
| Position       | Première équipe | Première équipe        | Deuxième équipe | Deuxième équipe        |
| Position       | Joueur          | Équipe                 | Joueur          | Équipe                 |
| -------------- | --------------- | ---------------------- | --------------- | ---------------------- |
| Gardien de but | Bill Durnan     | Canadiens de Montréal  | Chuck Rayner    | Rangers de New York    |
| Défenseur      | Gus Mortson     | Maple Leafs de Toronto | Red Kelly       | Red Wings de Détroit   |
| Défenseur      | Ken Reardon     | Canadiens de Montréal  | Leo Reise       | Red Wings de Détroit   |
| Ailier gauche  | Ted Lindsay     | Red Wings de Détroit   | Tony Leswick    | Rangers de New York    |
| Centre         | Sid Abel        | Red Wings de Détroit   | Ted Kennedy     | Maple Leafs de Toronto |
| Ailier droit   | Maurice Richard | Canadiens de Montréal  | Gordie Howe     | Red Wings de Détroit   |